# Nicolas Benezet
Nicolas Benezet (Montpellier, 24 febbraio 1991) è un calciatore francese, centrocampista dell'Olympique Alès.

## Carriera

### Club
Ha esordito nel 2010 nel Nîmes, con cui ha segnato 2 gol in 23 presenze in Ligue 2; a fine anno la squadra è retrocessa nel Championnat National, terza serie francese, in cui Benezet ha realizzato 7 reti in 34 presenze, contribuendo alla vittoria del campionato. È rimasto al Nîmes anche nella stagione 2012-2013, nella quale ha messo a segno 9 reti in 33 presenze. Nella stagione 2013-2014 ha esordito in Ligue 1, con la maglia dell'Évian TG, con cui ha segnato 3 reti in 29 partite disputate.
Dopo un breve prestito al Caen, il giocatore, nel 2015, passa al Guingamp. Dopo un prestito al Toronto nel 2019, il 14 gennaio 2020 rimane in MLS, aggregandosi ai Colorado Rapids.

### Nazionale
Nel 2011 ha giocato 3 partite nella nazionale Under-20, segnando anche 2 gol.

## Palmarès

### Club
- Championnat National: 1

Nîmes: 2011-2012